# Невенка Ђорђевић Томашевић
Невенка Ђорђевић Томашевић (Велики Семиклуш, 20. мај 1899. — Загреб, 4. јул 1975.) била је српска сликарка и керамичарка која је живела и радила у Хрватској.   

## Биографија
Невенка Ђорђевић Томашевић је у родном граду завршила четири разреда гимназије. Дошла је 1915. у Загреб, где је похађала приватну сликарску школу Љубе Бабића. Од 1916. студирала је у Вишој школи за умјетност и обрт. Усавршавала се 1920–22. у Берлину где је сликала серију реалистичких портрета. 1925. сарађује са Љубом Бабићем у опремању Културно-историјске изложбе града Загреба. У то време почела је да се бави керамиком. Припадала је групи загребачких сликара окупљених око вајара и керамичара Хинка Јуна.
Од почетка 1930-их проводила је лета у Далмацији (најчешће на Брачу и Корчули, у Трогиру и Шибенику), где ју је привлачио рибарски миље – људи уз море, мреже и бродове. Студијски је боравила у Паризу и Италији (1937). Током Другог светског рата није излагала али је сликала портрете и мртве природе. Након 1946. живела је и радила у Загребу и Далмацији. У том раздобљу насликала је неколико пејзажа са загребачким мотивима (Ксавер, 1952; Вртуљак, 1953), а у јадранским амбијентима сликала је детаље урбаних пејзажа – делове улица и тргова, портале и прочеља (Стара црква, 1954; Под балконом).

## Самосталне изложбе
- Изложба керамике, Група Дјело, Уметнички павиљон, Загреб, 1927;
- Салон Улрих, Загреб, 1936;
- Изложба са Катом Дујшин-Рибар и Мартом Ерлих-Томпа, Загреб, 1971.

## Групне изложбе
- Изложбе групе независних хрватских уметника у Осијеку и Загребу, 1939;
- Сликарство и вајарство народа Југославије XIX и XX века (Београд, Загреб, Љубљана, Москва, Лењинград, Праг, Братислава, Варшава, Краков, 1946);
- Изложба Седморице (са Љубом Бабићем, Б. Булићем, И. Дулчићем, З. Мушичем, Г. Ступицом и Е. Томашевићем; Загреб, 1954);
- Међународна изложба сликарки (Болцано 1954, награђена за своју слику Стара црква);
- Шездесет слика југословенског модерног сликарства (Марсељ, Бордо, Нант, Мец, Штутгарт, Цирих, 1955);
- Модерна хрватска керамика (Беч, 1956);
- Савремена хрватска уметност – послератни период (Београд, Сарајево, Дубровник, Љубљана, Загреб, 1968);
- Три теме из савремене хрватске ликовне уметности (Дубровник, Цетиње, Загреб, 1973).

## Уметнички стил
Невенка Ђорђевић Томашевић је сликала у фронталној и уравнотеженој композицији, са колоритом који је дискретан и прозрачан.
М. Пеић је писао да је претпаришким сликама, изложеним у Загребу 1936, Невенка увела у модерно хрватско сликарство нешто слично ономе што је Ван Донген увео у француско – "шарм визуалног сензуализма и елегантну лакоћу сликања", те да је "фрапантном сигурношћу у трену уочавала, откривала у чему је оригиналност ликовне конструкције неког мотива или ликовне замисли".
После Другог светског рата Невенка се фокусирала на мотиве једрењака, слике је градила сажетим облицима и слојевитом монохромијом (Брацера, 1954). Од 1950-их о све више напушта "описност" слике, већ сажима облике и истиче симболику детаља. Притом је њен намаз постао сиров, недовршен или грубо пиктуралан, а колорит шкрт и (поготово након 1955) загасит, сведен 1960-их само на сиву и црну боју.
Вредан је допринос дала портретном сликарству. Остварила је 20-ак антологијских портрета, показавши оригиналност у једноставном и слободном сликарском тумачењу женског модела. Истичу се њена уља на платну Аутопортрет из 1954 (Дубровник, Умјетничка галерија) и Портрет Стеле Скопал (1966/67).